# Carl Gustaf Santesson (kirurg)
Carl Gustaf Santesson, född 7 november 1819 på säteriet Sävenäs i Örgryte socken i Göteborgs och Bohus län, död 21 januari 1886 i Stockholm, var en svensk läkare och professor. Han var brorson till Berndt Harder Santesson och kusin till Gustaf Daniel Björck samt far till Marie-Louise Berg, Henrik Santesson och Carl Gustaf Santesson.

## Biografi
Santesson föddes som postum son till komministern Carl Gustaf Santesson. Han blev 1836 student vid Uppsala universitet och tog där 1838 mediko-filosofie kandidatexamen. Han studerade sedan anatomi och medicin i Köpenhamn och vid Karolinska Institutet samt blev 1842 medicine kandidat vid Uppsala universitet. År 1844 blev han medicine licentiat och 1846 medicine doktor. Före sina examina tjänstgjorde han dels kliniskt i Stockholm, dels som biträdande prosektor vid Karolinska Institutet, där han omhuldades av Anders Retzius. År 1846 företog han med statsunderstöd en längre utländsk resa, som blev av stor betydelse. En frukt därav var arbetet Anteckningar rörande de förnämsta medicinska skolorna uti Italien, Frankrike, Holland och England (utgivet 1853 i Hygiea, XII). Efter hemkomsten förordnades Santesson 1848 till befattningen i rättsmedicin vid Karolinska Institutet samt utnämndes 1849 till professor i kirurgi vid institutet och 1850 till överkirurg vid Serafimerlasarettet, vilket han hade fungerat som under ett års tid. År 1860 fick han uppgiften att ha överinseende över lasarettets organisation och ekonomi. År 1885 avgick han som pensionsmässig från sin professur.

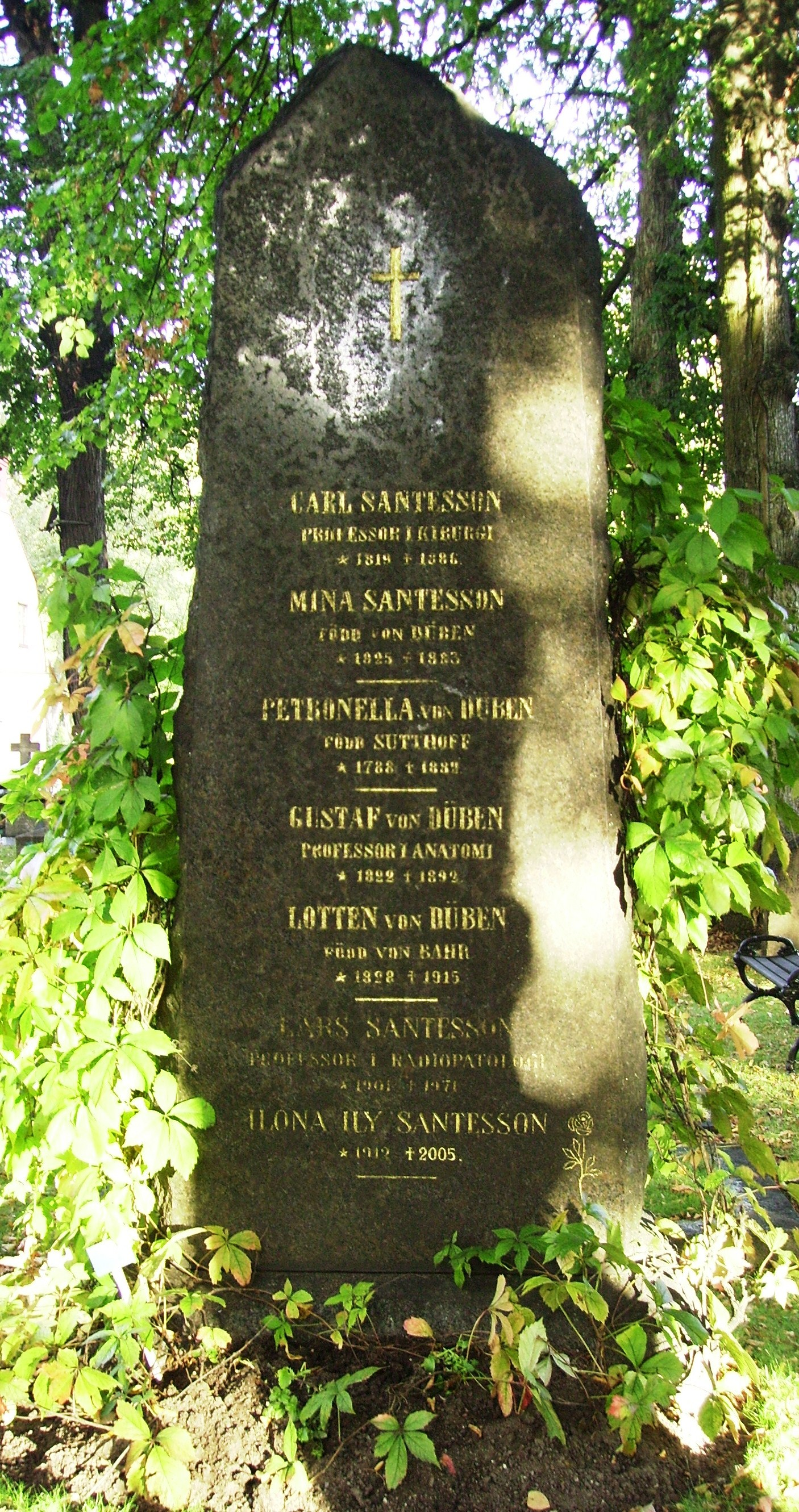
Carl Santessons gravvård på Solna kyrkogård.

Genom djupgående studium av kirurgins alla grenar blev Santesson redan vid unga år en framstående medicinare, men utom reserapporten 1853 inskränkte sig hans författarskap till ett Utkast till bestämmande af den topographiska anatomiens begrepp (1844), avhandlingen Om höftleden och ledbrosken uti anatomiskt, pathologiskt och chirurgiskt hänseende (1849), Bidrag till homœopathiens sednare historia (två häften, 1852 och 1854) och en mängd smärre meddelanden. Santesson hade sin största betydelse som lärare men även som kirurg hade han stort anseende i hela Skandinavien. 
Santesson blev ledamot i Vetenskapsakademien (1852), Krigsvetenskapsakademien (1873), Vetenskapssocieteten i Uppsala (1876), Fysiografiska sällskapet i Lund (1878) och  hedersledamot i Vetenskaps- och vitterhetssamhället i Göteborg (1878). I Köpenhamn blev han filosofie hedersdoktor vid jubelfesten 1879. Santesson var kommendör av första klassen av Nordstjärneorden och kommendör av andra klassen av Vasaorden. Han var även medlem i Svenska Läkaresällskapet. Dessutom var han från 1856 ledamot och från 1872 ordförande i direktionen för Gymnastisk-ortopediska institutet, från 1867 ledamot av styrelsen för Stockholms sjukhem och från 1878 ledamot av styrelsen för Stockholms högskola. 
År 1853 ingick han äktenskap med friherrinnan Mina von Düben, som var hovdam hos kronprinsessan Lovisa.